# WWE Women's United States Championship
Het WWE Women's United States Championship is een aangekondigd professioneel worstelkampioenschap dat gecreëerd werd en eigendom is van de Amerikaanse worstelorganisatie WWE.

## Historie
Tijdens een aflevering van  Smackdown op 9 november 2024 onthulde WWE Smackdown GM Nick Aldis het nieuwe WWE Women's United States Championship, dat  verdedigd zal worden in de  Smackdown-brand . Hij kondigde aan dat de eerste kampioene bepaald zou worden middels een toernooi  dat tijdens de afleveringen van Friday Night Smackdown word gehouden .